# Provinz Cubango
Cubango ist eine Provinz des afrikanischen Staates Angola. Die Hauptstadt ist Menongue im Nordwesten der Provinz.

## Geografie

### Lage
Die Provinz Cuando liegt im Süden bis Südosten des Landes. Sie grenzt im Westen an die angolanischen Provinzen Cunene und Huíla, im Norden an Bié, im Nordosten an Moxico, im Osten an Cuando und im Süden an die drei Regionen Kavango-Ost, Kavango-West und Ohangwena in Namibia.
Der Namensgeber der Provinz ist der im Oberlauf „Cubango“ genannte Fluss Okavango, der aus dem Hochland von Bié kommend die Provinz Cubango von Nord nach Süd durchquert und schließlich über weite Strecken der Grenzfluss zu Namibia ist. Ein weiterer wichtiger Fluss ist der Cuito, der die Grenze zur östlich angrenzenden Provinz Cuando darstellt.

### Klima
In der Provinz herrscht tropisches Klima vor, die Niederschläge sind im Norden mit etwa 1200 mm pro Jahr etwa doppelt so hoch wie im Süden der Provinz mit 600 mm; damit ist das Klima trocken bis eher trocken. Die Jahresdurchschnittstemperatur liegt bei etwa 25 °C. Es gibt eine Regenzeit im Südsommer und eine Trockenzeit im Südwinter.
Nach der Effektiven Klimaklassifikation liegt der Norden der Provinz im Monsunbeeinflussten feucht-subtropischen Klima, der Süden im heißen Steppenklima.

## Bevölkerung
Die Provinz ist recht dünn besiedelt. Die wichtigsten Volksgruppen sind die Ovambo, die Chokwe, die Ganguela und die Khoisan.

## Geschichte
Im Jahr 2024 wurde die Provinz Cuando Cubango in die beiden neuen Provinzen Cuando und Cubango aufgeteilt. Der Grund war, dass die ehemalige Provinz enorme Ausmaße und eine nur geringe Bevölkerung hatte, was es dem Staat erschwerte, die Gebiete effektiv zu kontrollieren. Es wurde eine „stille Inbesitznahme“ bzw. Infiltration aus den Nachbarländern befürchtet. Eine Aufteilung sollte die bessere Präsenz des Staates vor Ort ermöglichen. Pläne dazu bestanden mindestens seit dem Jahr 2016.

## Verwaltung
Die Provinz Cubango teilt sich in 11 Kreise (Municípios) auf, mit jeweils dem Hauptort in Klammern:
- Menongue (Menongue)
- Cuchi (Cuchi)
- Calai (Calai)
- Nancova (Nancova)
- Cuangar (Cuangar)
- Savate (Savate)
- Caiundo (Caiundo)
- Longa (Longa)
- Cutato (Cutato)
- Chinguanja (Chinguanja)
- Mavengue (Mavengue)